# Matières culturelles
En droit belge, les « matières culturelles » sont des compétences attribuées aux communautés par l'article 128 de la Constitution, issues de la première réforme de l'État. La loi spéciale du 21 juillet 1971, remplacée par celle du 8 août 1980, en a explicité le contenu.

## Origines
La notion de matière culturelle est étroitement liée à celle d'autonomie culturelle. Elle résulte des revendications flamandes, au départ exclusivement linguistiques. Prenant ainsi conscience d'elle-même, la communauté flamande exigera alors la reconnaissance constitutionnelle d'une autonomie culturelle, afin de défendre ses valeurs.
Les matières culturelles apparaissent dans le cadre de la première réforme de l'État belge, comme compétences accordées aux nouvelles communautés culturelles que la Constitution reconnaît désormais. Bien que le gouvernement ait souhaité qu'elles soient limitativement énumérées dans le texte constitutionnel, le Parlement a choisi de renvoyer la définition de ces matières à la loi spéciale. Les débats pour l'élaboration de cette dernière ont démontré que la culture pouvait connaître plusieurs définitions, aussi les parlementaires ont préféré énumérer les différents domaines couverts par les matières culturelles.

## Cadre juridique
Si l'article 128 de la Constitution dispose que « Les Parlements de la Communauté française et de la Communauté flamande règlent par décret, chacun en ce qui le concerne, les matières culturelles », il n'en définit pas le contenu. C'est l'article 4 de la loi spéciale du 8 août 1980 de réformes institutionnelles qui précise les champs couverts par les matières culturelles. L'article 59bis de la Constitution révisée de 1970 était d'ailleurs tout aussi vague.
L'article 130 de la Constitution précise que le Parlement de la Communauté germanophone est également compétent dans ce domaine, et l'article 166 — complété par la loi spéciale du 12 janvier 1989 — indique que pour la région de Bruxelles-Capitale, les matières communautaires relèvent des commissions communautaires française (COCOF), flamande (VGC) ou commune (COCOM/GGC),.

### Contenu
L'article 4 de la loi spéciale de 1980 énumère 17 matières culturelles : 
- la défense et l'illustration de la langue ;
- l'encouragement à la formation des chercheurs ;
- les beaux-arts ;
- le patrimoine culturel, les musées et les autres institutions scientifiques culturelles (à l'exception des monuments et des sites) ;
- les bibliothèques, discothèques et services similaires ;
- les aspects de contenu et techniques des services de médias audiovisuels et sonores (à l'exception de l'émission de communications du gouvernement fédéral ;
- le soutien à la presse écrite ;
- la politique de la jeunesse ;
- l'éducation permanente et l'animation culturelle ;
- l'éducation physique, les sports et la vie en plein air ;
- les loisirs ;
- la formation préscolaire dans les prégardiennats ;
- la formation postscolaire et parascolaire ;
- la formation artistique ;
- la formation intellectuelle, morale et sociale ;
- la promotion sociale ;
- la reconversion et le recyclage professionnels ;
- les systèmes de formation en alternance.